# Jordi Carchano
Jordi Carchano Atenza (San Quirce del Vallés, 2 de julio de 1984) es un expiloto de motociclismo español que compitió internacionalmente entre 2003 y 2005 en la categoría 125 cc y la temporada 2006 en la categoría 250 cc.

## Resultados en el Campeonato del Mundo
Sistema de puntuación de 1993 hasta 2022:
| Posición | 1.º | 2.º | 3.º | 4.º | 5.º | 6.º | 7.º | 8.º | 9.º | 10.º | 11.º | 12.º | 13.º | 14.º | 15.º |
| Puntos   | 25  | 20  | 16  | 13  | 11  | 10  | 9   | 8   | 7   | 6    | 5    | 4    | 3    | 2    | 1    |

### Carreras por año
(Carreras en negrita indica pole position, carreras en cursiva indica vuelta rápida)
| Año  | Cat.   | Moto    | 1      | 2       | 3      | 4       | 5      | 6       | 7       | 8      | 9       | 10      | 11     | 12     | 13     | 14     | 15     | 16     | Pos. | Ptos. |
| ---- | ------ | ------- | ------ | ------- | ------ | ------- | ------ | ------- | ------- | ------ | ------- | ------- | ------ | ------ | ------ | ------ | ------ | ------ | ---- | ----- |
| 2003 | 125 cc | Honda   | JPN -  | RSA -   | SPA -  | FRA -   | ITA -  | CAT 25  | NED -   | GBR -  | GER -   | CZE -   | POR -  | RIO -  | PAC -  | MAL -  | AUS -  | VAL -  | NC   | 0     |
| 2004 | 125 cc | Aprilia | RSA 27 | SPA 14  | FRA 24 | ITA 21  | CAT 23 | NED -   | RIO Ret | GER 24 | GBR -   | CZE Ret | POR 20 | JPN 19 | QAT 22 | MAL 16 | AUS 28 | VAL 27 | 31.º | 2     |
| 2005 | 125 cc | Aprilia | SPA 13 | POR 17  | CHN 22 | FRA Ret | ITA 23 | CAT 27  | NED 28  | GBR 13 | GER 26  | CZE Ret | JPN 30 | MAL 28 | QAT 25 | AUS 25 | TUR 19 | VAL 17 | 29.º | 6     |
| 2006 | 250 cc | Aprilia | SPA 18 | QAT Ret | TUR 17 | CHN -   | FRA 22 | ITA Ret | CAT 17  | NED 17 | GBR Ret | GER 20  | CZE 18 | MAL 12 | AUS 17 | JPN 22 | POR 19 | VAL 22 | 29.º | 4     |

| Color     | Resultado                        |
| --------- | -------------------------------- |
| Oro       | Ganador                          |
| Plata     | 2.ª plaza                        |
| Bronce    | 3.ª plaza                        |
| Verde     | Finalizó en los puntos           |
| Azul      | Finalizó sin puntos              |
| Azul      | NC - No clasificado              |
| Violeta   | Ret - No terminó (Carrera)       |
| Rojo      | DNQ - No se clasificó            |
| Negro     | DSQ - Descalificado              |
| Blanco    | DNS - No empezó (carrera)        |
| Blanco    | WD - Retirado (fin de semana)    |
| Blanco    | C - Carrera cancelada            |
| Sin color | DNP - Inscrito pero no participó |
| Sin color | INJ - Lesionado                  |
| Sin color | EX - Excluido                    |